# Colegio Benigno Malo
El colegio Benigno Malo es un emblemático colegio ubicado en la ciudad de Cuenca, provincia del Azuay.

## Historia
En Cuenca no existía una institución de educación secundaria hasta que, en 1853, Juan Bautista Vázquez congresista por Azuay ante la Cámara de Representantes impulsó la creación del colegio, hecho que se logró en 1858, cuando el Senado y la Cámara resolvieron establecer en la ciudad de Cuenca el colegio San Gregorio. El presidente Francisco Robles firmó el ejecútese en octubre del mismo año, creando así el primer colegio en la ciudad. En 1910, el colegio cambió de nombre a Colegio Nacional Benigno Malo, en honor a un ilustre cuencano de principios del siglo XIX.
El nuevo local inicio su construcción en 1930,  con un diseño neoclásico francés a cargo del arquitecto quiteño Luis Felipe Donoso Barba.

### Rectores
Juan Bautista Vásquez, 1864
Andrés F. Córdova, 1923
Alfonso Cordero Palacios, 1940 - 1944